# Uchacq-et-Parentis
Uchacq-et-Parentis település Franciaországban, Landes megyében. Lakosainak száma 610 fő (2022. január 1.). Uchacq-et-Parentis Mont-de-Marsan, Campet-et-Lamolère, Cère, Saint-Avit, Saint-Martin-d’Oney, Canenx-et-Réaut és Geloux községekkel határos.

## Népesség
A település népessége az elmúlt években az alábbi módon változott:
| Lakosok száma | 360  | 365  | 403  | 568  | 558  | 580  | 589  | 598  | 602  | 610  |
|               | 1968 | 1982 | 1990 | 2006 | 2013 | 2015 | 2017 | 2019 | 2020 | 2022 |